# Квітень 2014
Квітень 2014 — четвертий місяць 2014 року, що розпочався у вівторок 1 квітня та закінчився у середу 30 квітня.

## Події
- 2 квітня

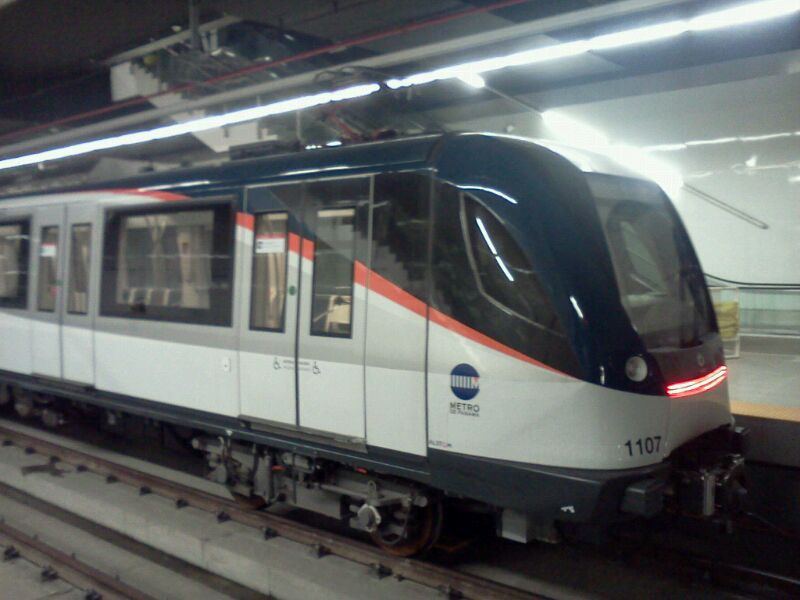
Панамський метрополітен

  - S&P знизив кредитний рейтинг Криму до дефолтного рівня.[1][2]
- 5 квітня
  - У столиці Панами відкрився метрополітен, перший у країнах Центральної Америки.[3]
- 7 квітня
  - У Донецьку проросійські сепаратисти захопили облдержадміністрацію.[4]
- 9 квітня
  - ПАРЄ засудила анексію Криму Росією і зажадала негайного виводу російських військ з півострова; позбавила російську делегацію права голосу до кінця 2014 року.[5][6][7]
- 12 квітня
  - Початок вторгнення російських військ на схід України.[8][9]
- 17 квітня
  - У віці 87 років у Мексиці помер колумбійський письменник, нобелівський лауреат Габрієль Гарсія Маркес.[10][11]
  - На зустрічі Україна—ЄС—США—Росія в Женеві досягнуто домовленостей про звільнення захоплених споруд в Україні та амністію протестувальників.[12][13]
  - ЄС відмовився від завершення проекту «Південний потік», секцію газогону розібрано у Болгарії.[14][15]
- 22 квітня
  - Лідерові кримськотатарського народу Мустафі Джемілєву на 5 років заборонили в'їзд до Росії і Криму.[16][17]
- 23 квітня
  - Реджеп Таїп Ердоган першим серед прем'єрів Туреччини висловив співчуття з приводу геноциду вірмен.[18][19]
- 27 квітня
  - У Римі канонізували двох пап — Івана Павла II та Івана XXIII.[20][21]
- 28 квітня
  - Євросоюз ввів безвізовий режим із Молдовою.[22]
- 29 квітня
  - У Луганську сепаратисти зайняли ОДА, міськраду та прокуратуру.[23]